# Mormyrus lacerda
Mormyrus lacerda es una especie de pez elefante eléctrico perteneciente al género Mormyrus en la familia Mormyridae presente en varias cuencas hidrográficas de África, entre ellas los ríos Zambezi y Kafue. Es nativa de Angola, Botsuana, Namibia, Zambia y Zimbabue; y puede alcanzar un tamaño aproximado de 50,0 cm.

## Estado de conservación
Respecto al estado de conservación, se puede indicar que de acuerdo a la IUCN, esta especie puede catalogarse en la categoría «Preocupación menor (LC)».